# Saint-Mandrier-sur-Mer
Saint-Mandrier-sur-Mer é uma comuna francesa na região administrativa da Provença-Alpes-Costa Azul, no departamento de Var. Estende-se por uma área de 5,12 km². Em 2010 a comuna tinha 6 048 habitantes (densidade: 1 181,3 hab./km²).